# دافين دنيس
دافين دنيس (بالإنجليزية: Davin Dennis)‏ هو لاعب كرة قدم أمريكية أمريكي، ولد في 24 سبتمبر 1983.